# Ceratogyrus dolichocephalus
Ceratogyrus dolichocephalus es una especie de tarántula del género Ceratogyrus, de la familia Theraphosidae, orden Araneae. Fue descrita por Hewitt en 1919.
Se distribuye por África: Zimbabue. Fue publicada en Descriptions of new South African Araneae and Solifugae. Annals of the Transvaal Museum 6: 63-, 111.